# 小口牛胭脂魚
小口牛胭脂魚為輻鰭魚綱鯉形目亞口魚科的其中一種，為溫帶淡水魚。

## 分布
本魚分布於北美洲密西根湖、密西西比河流域，從美國賓夕法尼亞州至密西根州、蒙大拿州，南迄墨西哥灣。

## 特徵
本魚體粗壯，成紡錘形，吻圓鈍，體色為灰色至棕色，背部青銅色，腹部淡黃色至白色，體被圓鱗，尾鰭叉型，體長可達112公分，體重可達37.3公斤，年齡可達15年。

## 生態
為底棲性魚類，主要棲息在水質清澈、流速中等的溪流河川、運河、水塘，喜歡水生植物生長的水域，耐寒，對於硬水具有高度忍受性，可在pH值為6.5-8.5的水中存活，以藻類及蝸牛為食，並用喉嚨的骨板將食物磨碎。

## 經濟利用
具經濟價值的食用魚及游釣魚，可油炸或燒烤食用。

## 扩展阅读
維基物種上的相關：小口牛胭脂魚